# Eynehchī
Eynehchī (persiska: اینه چی, Ūynehchī, وينِهچی) är en ort i Iran.   Den ligger i provinsen Västazarbaijan, i den nordvästra delen av landet, 500 km väster om huvudstaden Teheran. Eynehchī ligger 1 753 meter över havet och antalet invånare är 134.
Terrängen runt Eynehchī är lite kuperad. Runt Eynehchī är det ganska tätbefolkat, med 155 invånare per kvadratkilometer. Närmaste större samhälle är Būkān, 15,5 km väster om Eynehchī. Trakten runt Eynehchī består i huvudsak av gräsmarker.